# Roberta Mazzoni (danzatrice)
Roberta Mazzoni (Piacenza, 27 settembre 1967) è una danzatrice italiana.
Come étoile del balletto internazionale ha fatto parte di diverse compagnie ottenendo in Francia nel 2001 il diploma per l'insegnamento di danza classica. Insegna in stage anche in Italia (a Torre del Greco), Svizzera (Nyon) e Spagna (Madrid, come insegnante ospite nella scuola di Victor Ullate).
Ha danzato su coreografie di Balanchine.

## Biografia
Dopo aver studiato all'Accademia di danza "Domenichino da Piacenza", si è diplomata all'Accademie Princesse Grace di Monte Carlo diretta da Marika Bezobrazova, ha vinto in Svizzera nel 1984 il Premio Losanna. Nel 1985 è entrata a far parte della compagnia del Teatro di Nancy dove ha avuto quali compagni di ballo Patrick Dupont e Rudol'f Nureev. 
Prima di entrare a far parte del Balletto di Bonn diretto da Youri Vamos, ha partecipato a due importanti gala: il Gala des Etoiles di Parigi e il Gala des Etoiles di Porto Rico. Fra le altre compagnie di ballo di cui ha fatto parte come prima ballerina figurano quelle di Basilea, del Teatro dell'Opera di Düsseldorf e, dal 2000, quella dell'Opera di Nizza.

## Repertorio
Mazzoni ha avuto in repertorio balletti basati sulle seguenti opere:
- Lo Schiaccianoci
- Coppélia
- La fille mal gardée
- Romeo e Giulietta
- Cenerentola
- Carmina Burana
- Passo a due di:
  - Don Quixotte
  - Petroucka
  - Tchaikovski pas de deux

## Coreografi
Ha danzato su coreografie di:
- Balanchine
- Youri Vamos
- Marc Ribaud
- Nils Coriste
- Judith Jamison
- Mats Ek
- Neumeier